# Julius Heinrich Petermann
Julius Heinrich Petermann (Glauchau, 12 agosto 1801 – Bad Nauheim, 10 giugno 1876) è stato un orientalista tedesco.

## Biografia
Nel 1829, Petermann conseguì il dottorato di ricerca a Berlino con una tesi sul Targum Jonathan del Pentateuco. Nel 1830 divenne docente e, sette anni più tardi, professore associato di filologia orientale presso l'Università della capitale. Fra il 1852 e il 1855, il re di Prussia e Johann Gottfried Wetzstein, console tedesco a Damasco finanziarono il suo viaggio in Siria, Mesopotamia e Persia. Dal 1868 al 1869 fu console a Gerusalemme.
Dopo aver appreso la lingua armena dal padre mechitarista Edoardo, residente a San Lazzaro degli Armeni, redasse il trattato latino Grammatica Linguae Armeniacae  in cui dimostra che l'armeno è una lingua indoeuropea. Nel 1851 scrisse della cultura e della musica armena, e nel 1866 della storia di questo popolo. Nel diario di viaggio in due volumi intitolato  Journeys in the Orient ("Viaggi in Oriente") fornì informazioni circa le minoranze religiose come i Samaritani, i Drusi, i Mandei, gli Yazidi, i Parsi e gli Ahl-e Haqq. In particolare, la sua ricerca sui Samaritani e i Mandei fu considerata pionieristica.
A Nablus imparò la pronuncia samaritana da un sacerdote samaritano di tradizione ebraica. La prima opera inerente a tali gruppi etnici fu un'edizione critica del Pentateuco samaritano in primi due volumi, ai quali seguirono ulteriori tre volumi a cura di Karl Vollers.
L'opera Thesaurus sive liber magnus fu la prima edizione e la traduzione latina di due scritti mandaeisti, intitolati rispettivamente Ginza e Sidra Rabba. Presso la Biblioteca Reale di Berlino esaminò l'equivalente di due raccolte di manoscritti orientali, datati a partire dal 1532.
Nel 1840, pubblicò Porta linguarum Orientalium, una serie di concisi libri di testo sulle lingue orientali, ognuno corredato da una propria antologia, relativi all'arabo, al siriaco, al'armeno, all'ebraico e al samaritano.
Massone, Petermann fu membro della loggia Friedrich Wilhelm zur gekrönten Gerechtigkeit di Berlino.